# Lineus uschakovi
Lineus uschakovi är en djurart som tillhör fylumet slemmaskar, och som beskrevs av Korotkevich 1977. Lineus uschakovi ingår i släktet Lineus och familjen Lineidae. Inga underarter finns listade i Catalogue of Life.